# Senna Agius
Senna Agius (* 12. Juni 2005 in Liverpool, New South Wales) ist ein australischer Motorradrennfahrer maltesischer Abstammung.
Agius fuhr 2023 in der Moto2-Europameisterschaft für das Liqui Moly Husqvarna Intact GP Junior Team und wurde Gesamtsieger.

## Statistik

### Erfolge
- 2023 – FIM CEV Moto2-Europameister
- 1 Grand-Prix-Sieg

### In der Motorrad-Weltmeisterschaft
(Stand: Großer Preis von Österreich, 17. August 2025)
| Saison | Klasse | Team                           | Motorrad | Rennen | Siege | Zweiter | Dritter | Poles | Schn. Runden | Punkte | Position |
| ------ | ------ | ------------------------------ | -------- | ------ | ----- | ------- | ------- | ----- | ------------ | ------ | -------- |
| 2022   | Moto2  | Elf Marc VDS Racing Team       | Kalex    | 4      | –     | –       | –       | –     | –            | 7      | 26.      |
| 2023   | Moto2  | Liqui Moly Husqvarna Intact GP | Kalex    | 5      | –     | –       | –       | –     | –            | –      | 36.      |
| 2024   | Moto2  | Liqui Moly Husqvarna Intact GP | Kalex    | 20     | –     | –       | 1       | –     | –            | 67     | 18.      |
| 2025   | Moto2  | Liqui Moly Dynavolt Intact GP  | Kalex    | 13     | 1     | –       | 2       | –     | –            | 93     | 9.       |
| Gesamt | Gesamt | Gesamt                         | Gesamt   | 42     | 1     | 0       | 3       | 0     | 0            | 167    |          |

Grand-Prix-Siege
| Saison | Klasse | Rennen                 |
| ------ | ------ | ---------------------- |
| 2025   | Moto2  | Vereinigtes Konigreich |

Einzelergebnisse
| Saison | 1        | 2           | 3           | 4         | 5          | 6          | 7                      | 8           | 9           | 10                     | 11          | 12                     | 13         | 14             | 15         | 16         | 17         | 18         | 19         | 20       | 21       | 22       |
| ------ | -------- | ----------- | ----------- | --------- | ---------- | ---------- | ---------------------- | ----------- | ----------- | ---------------------- | ----------- | ---------------------- | ---------- | -------------- | ---------- | ---------- | ---------- | ---------- | ---------- | -------- | -------- | -------- |
| 2022   | Katar    | Indonesien  | Argentinien | USA-Texas | Portugal   | Spanien    | Frankreich             | Italien     | Katalonien  | Deutschland            | Niederlande | Vereinigtes Konigreich | Osterreich | San Marino     | Aragonien  | Japan      | Thailand   | Australien | Malaysia   | \|\|     |          |          |
| 2022   |          |             |             |           |            |            |                        |             |             |                        |             |                        | 17         | DNF            | 16         |            |            |            |            | 9        |          |          |
| 2023   | Portugal | Argentinien | USA-Texas   | Spanien   | Frankreich | Italien    | Deutschland            | Niederlande | Kasachstan  | Vereinigtes Konigreich | Osterreich  | Katalonien             | San Marino | Indien         | Japan      | Indonesien | Australien | Thailand   | Malaysia   | Katar    | Valencia |          |
| 2023   |          |             |             | 21        | 19         |            |                        |             | C           |                        |             | DNF                    | DNF        |                | 21         |            |            |            |            |          |          |          |
| 2024   | Katar    | Portugal    | USA-Texas   | Spanien   | Frankreich | Katalonien | Italien                | Niederlande | Deutschland | Vereinigtes Konigreich | Osterreich  | Aragonien              | San Marino | Emilia-Romagna | Indonesien | Japan      | Australien | Thailand   | Malaysia   | \|\|     |          |          |
| 2024   | 17       | 14          | 17          | DNF       | 13         | 5          | 17                     | 11          | 11          | 10                     | 15          | 16                     | 11         | 7              | DNF        | 20         | 3          | DNF        | DNF        | 12       |          |          |
| 2025   | Thailand | Argentinien | USA-Texas   | Katar     | Spanien    | Frankreich | Vereinigtes Konigreich | Aragonien   | Italien     | Niederlande            | Deutschland | Tschechien             | Osterreich | Ungarn         | Katalonien | San Marino | Japan      | Indonesien | Australien | Malaysia | Portugal | Valencia |
| 2025   | 3        | 13          | 23          | 14        | 3          | 14         | 1                      | 4           | 13          | 9                      | 11          | 15                     | DNF        |                |            |            |            |            |            |          |          |          |

| Legende  | Legende            | Legende                                                          |
| Farbe    | Abkürzung          | Bedeutung                                                        |
| -------- | ------------------ | ---------------------------------------------------------------- |
| Gold     | –                  | Sieg                                                             |
| Silber   | –                  | 2. Platz                                                         |
| Bronze   | –                  | 3. Platz                                                         |
| Grün     | –                  | Platzierung in den Punkten                                       |
| Blau     | –                  | Klassifiziert außerhalb der Punkteränge                          |
| Violett  | DNF                | Rennen nicht beendet (did not finish)                            |
| Violett  | NC                 | nicht klassifiziert (not classified)                             |
| Rot      | DNQ                | nicht qualifiziert (did not qualify)                             |
| Rot      | DNPQ               | in Vorqualifikation gescheitert (did not pre-qualify)            |
| Schwarz  | DSQ                | disqualifiziert (disqualified)                                   |
| Weiß     | DNS                | nicht am Start (did not start)                                   |
| Weiß     | WD                 | zurückgezogen (withdrawn)                                        |
| Hellblau | PO                 | nur am Training teilgenommen (practiced only)                    |
| Hellblau | TD                 | Freitags-Testfahrer (test driver)                                |
| ohne     | DNP                | nicht am Training teilgenommen (did not practice)                |
| ohne     | INJ                | verletzt oder krank (injured)                                    |
| ohne     | EX                 | ausgeschlossen (excluded)                                        |
| ohne     | DNA                | nicht erschienen (did not arrive)                                |
| ohne     | C                  | Rennen abgesagt (cancelled)                                      |
| ohne     | keine WM-Teilnahme |                                                                  |
| sonstige | P/fett             | Pole-Position                                                    |
| sonstige | 1/2/3/4/5/6/7/8    | Punktplatzierung im Sprint-/Qualifikationsrennen                 |
| sonstige | SR/kursiv          | Schnellste Rennrunde                                             |
| sonstige | *                  | nicht im Ziel, aufgrund der zurückgelegten Distanz aber gewertet |
| sonstige | ()                 | Streichresultate                                                 |
| sonstige | unterstrichen      | Führender in der Gesamtwertung                                   |